# Lưu Tuần (Tây Hán)
Lưu Tuần (chữ Hán: 刘循, ? - 54 TCN), tức Trung Sơn Hoài vương (中山懷王), là chư hầu vương thứ sáu của nước Trung Sơn, chư hầu nhà Hán trong lịch sử Trung Quốc
Lưu Tuần là con trai của Trung Sơn Hiến vương Lưu Phúc, vương chư hầu thứ năm ở nước Trung Sơn thời Hán. Năm 69 TCN, Lưu Phúc qua đời, Lưu Tuần lên nối tước Trung Sơn vương.
Hán thư không cho biết gì về những việc làm của ông lúc sinh tiền cũng như lúc làm vua Trung Sơn.
Năm 54 TCN, Lưu Tuần qua đời, giữ tước Trung Sơn vương được 15 năm, truy thụy là Hoài vương, không rõ bao nhiêu tuổi. Ông không có con nối dõi, nên nước Trung Sơn bị phế trừ, trở lại làm quận phụ thuộc nhà Hán. Mãi đến năm 19 TCN, Hán Thành Đế lại phong cho chú ông là Lưu Vân Khách làm Quảng Đức vương để kế tục Trung Sơn Tĩnh vương Lưu Thắng.